# Acacia victoriae

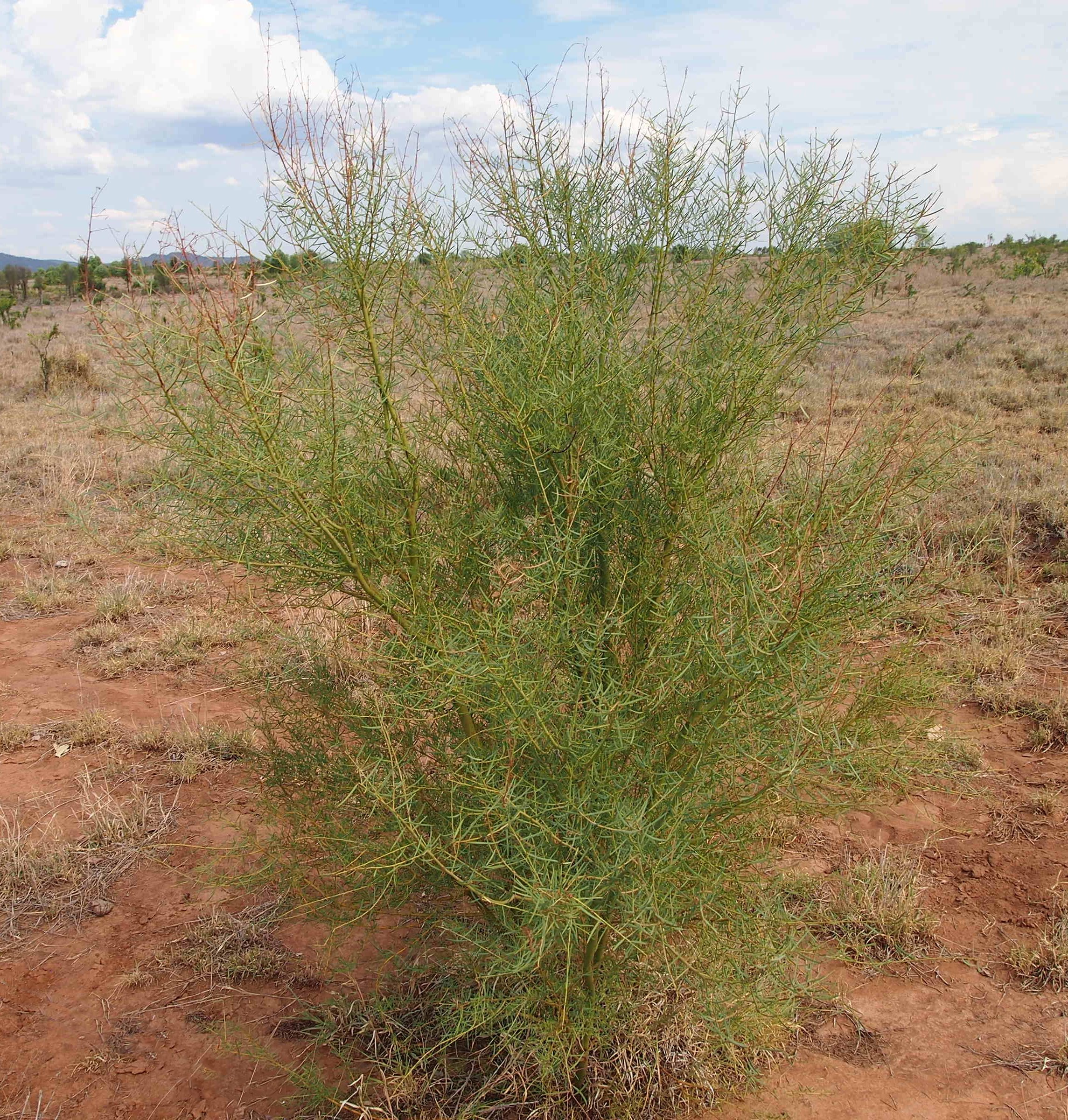
Visió de la planta

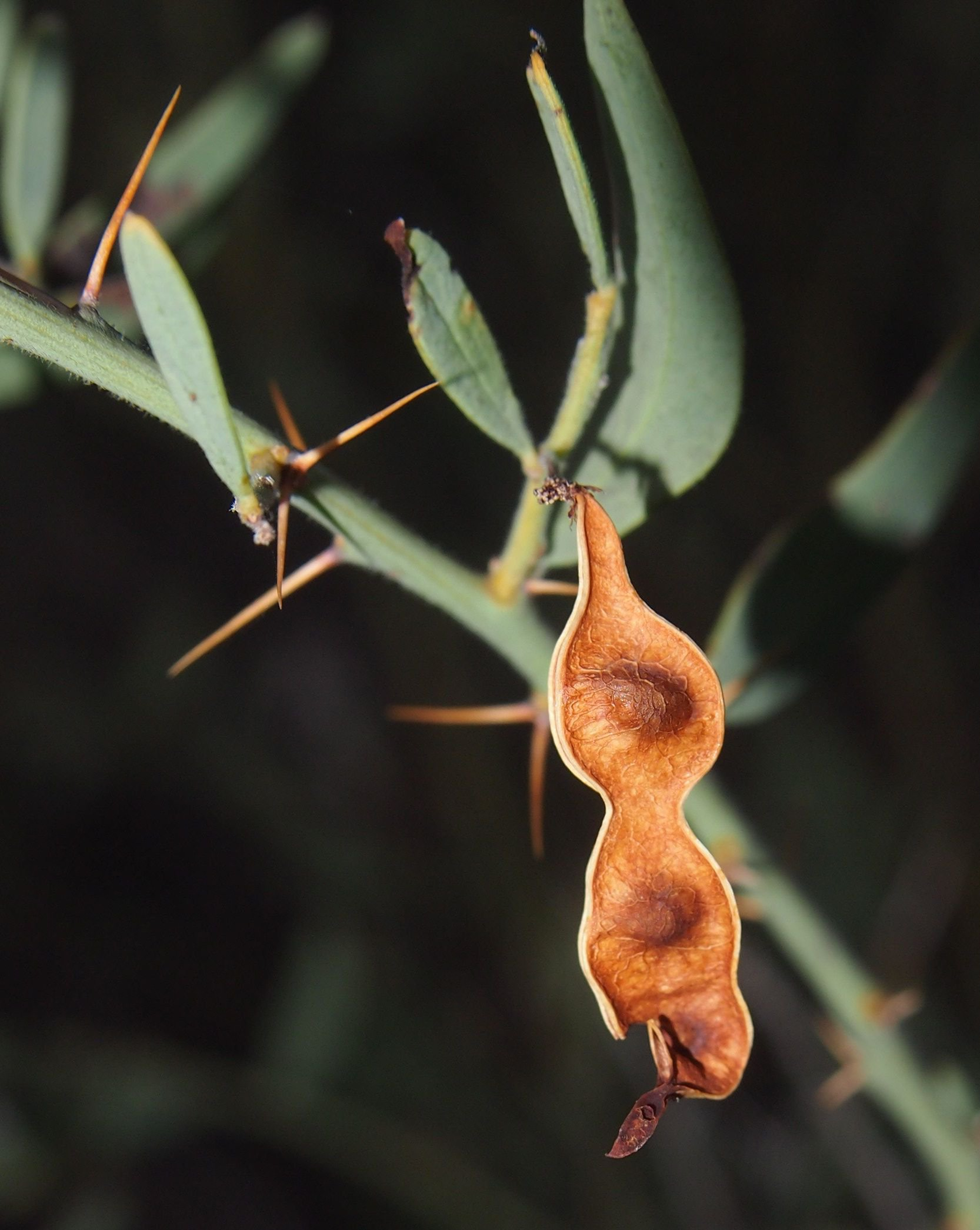
Llegum

Acacia victoriae és una espècie de planta de la família de les lleguminoses nativa d'Austràlia. És un arbre perenne que es troba sobre gran varietat de sòls al llarg de rius i rierols, i a planures salines. És una espècie que té usos culinaris, farratgers i anticancerosos.

## Descripció
Acacia victoriae és un arbust o arbre petit que normalment fa uns 5 metres d'alçada, però pot arribar fins als 9 metres. La capçada és desordenada i difusa. Presenta un tronc curt únic o escassament ramificat més aviat tort amb les branques les quals sovint inverteixen en estípules espinoses (especialment evident quan són joves, habitualment absent en plantes madures), arrelen fàcilment i a vegades formen matolls. L'escorça és prima, llisa o finament fissurada.

## Taxonomia
Acacia victoriae va ser descrita per George Bentham i publicada a Journal of an Expedition into the Interior of Tropical Australia 333. 1848. (J. Exped. Trop. Australia).

### Etimologia
- Acacia: nom genèrico derivat del grec ακακία (akakia), que va ser atorgat pel botànic grec Dioscòrides Pedaci (90–40 aC) per l'arbre medicinal A. nilotica en el seu llibre De Materia Medica.[6] El nom deriva de la paraula grega, ακις (akis, espines).[7]
- victoriae: epítet específic que fa referència al riu Victòria (ara Barcoo). Thomas Mitchell va collir l'espècie el 1846 a prop de l'actual població de Tambo al riu Barcoo.